# 독도지속가능이용위원회
독도지속가능이용위원회는 독도의 지속가능한 이용을 위한 기본(시행)계획을 심의하기 위하여 설치된 국무총리 소속의 자문위원회이다.

## 설치 근거
- 독도의 지속가능한 이용에 관한 법률 제7조

## 기능
- 독도의 지속가능한 이용을 위한 기본(시행)계획 심의

## 조직
- 위원장 : 국무총리
- 위원 : 총 12명 (당연직 8, 위촉직 4)